# ロバート・ライト

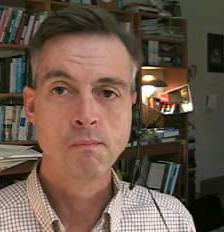
ロバート・ライト

ロバート・ライト（Robert Wright、1957年 - ）はアメリカ合衆国のジャーナリスト、科学作家で、進化心理学、歴史、宗教、ゲーム理論などを専門としている。ペンシルベニア大学の客員研究員であり、ニュー・アメリカン財団のシュワルツ上級研究員である。
ライトは自分自身を「軍人っ子」だったと述べている。オクラホマ州ロートンの南部バプティスト家庭に生まれ、ロートンとサンフランシスコで育った。ライトは一年間テキサスクリスチャン大学で学び、その後プリンストン大学へ移った。後年、社会と国際関係に関する学際的な学位を取得して卒業した。
大学では作家のジョン・マクフィーらに学んだ。マクフィーのスタイルはライトの最初の著作に明確な影響を与えた。
妻のリサと二人の娘と共にプリンストンに在住している。

## 経歴
ライトは『ザ・サイエンシズ』誌およびのちに『ニュー・リパブリック』誌の上級編集者、『ウィルソン・クォータリー』誌の編集者となった。彼はまた寄稿編集者として『ニュー・リパブリック』（TRBコラムの共同執筆者である）、『タイム』誌、『スレート』誌、『アトランティック・マンスリー』誌、『ザ・ニューヨーカー』誌、『ニューヨーク・タイムズ・マガジン』に関わっている。また、たびたび『ニューヨーク・タイムズ』紙に寄稿する。
ニューヨーク・タイムズ・ブックレビューは1994年のベストブック12冊にライトの『モラル・アニマル』を選んだ。これは12カ国語に翻訳され、世界的なベストセラーとなった。『ノンゼロ：人の運命の論理』はニューヨーク・タイムズ・ブックレビューが2000年の特筆すべき一冊に選んだ。これは9カ国語に翻訳された。フォーチュン誌は「現代の最もスマートなビジネス書75冊」に『ノンゼロ』を選んだ。サイエンスマガジンに書いたコラム『インフォメーション・エイジ』ナショナル・マガジン賞エッセイ・論評部門を受賞した。
ライトは2005年に、ジャーナリストのミッキー・カウスとともに Bloggingheads.tvを開始した。Bloggingheads.tvはオンラインで様々な政治的立場のコメンテーターが時事問題に関する対談行い、その様子をwebカメラで配信している。またライトは政治学者フランシス・フクヤマ、兵器の専門家ジェフリー・ルイス、地球温暖化に懐疑的なワシントンポストのコラムニストジョエル・アッフェンバッハへのインタビューをBloggingheads.tvで配信した。同様にMeaningofLife.tvでは思想家、科学者、神学者らへ宗教や精神についてのインタビューを配信している。

## 著作
- Three Scientists and Their Gods: Looking for Meaning in an Age of Information. HarperCollins, 1989. ISBN 0-06-097257-2
『三人の「科学者」と「神」 - 情報時代に「生の意味」を問う』（野村美紀子訳、どうぶつ社） 1990/10

- The Moral Animal: Why We Are the Way We Are: The New Science of Evolutionary Psychology. Vintage, 1994. ISBN 0-679-76399-6
『モラル・アニマル』上・下（小川敏子訳、講談社） 1995/09

- Nonzero: The Logic of Human Destiny. Vintage, 2001. ISBN 0-679-75894-1

- Why Buddhism is True: The Science and Philosophy of Meditation and Enlightenment.2017.  ISBN 1439195455
『なぜ今、仏教なのか - 瞑想・マインドフルネス・悟りの科学』（熊谷淳子訳、早川書房） 2018/07